# Asrai
Asrai é uma banda de metal gótico dos Países Baixos, formada em 1988.

## História
O grupo é constituído por três mulheres (irmãs) e dois homens, com vocal feminino. Formado em 1988, o Asrai lançou várias fitas demo entre 1989 e 1994, tendo editado o seu trabalho de estréia em 1997, As Voices Speak. Posteriormente, o grupo passou por diversas turbulências internas, o que causou mudanças na formação, que se estabilizou finalmente, ainda que estranhamente para os padrões do metal gótico, com três mulheres (Margriet/vocais, Manon/teclado e violino, Karin/bateria) e dois homens (Rik/guitarras e Jett/baixo).
Produzido por Roman Schoensee, com o luxuoso auxílio do conceituado Sascha Paeth na mixagem, Touch in the Dark foi concebido na Países Baixos e na Alemanha, e apresenta uma qualidade sonora impecável, que traz uma proposta musical que fica entre o metal e o gótico, com muita melancolia e climas sombrios. Foi lançado em maio de 2004.

## Discografia
- 1997 - As Voices Speak
- 2004 - Touch in the Dark
- 2007 - Pearls in Dirt
- 2013 - Between Dreams and Destiny